# Crescencio Gómez
Crescencio Gómez Valladares (1833–1921) serviu como presidente das Honduras em duas ocasiões. No entanto, o seu tempo total como presidente foi de menos de seis meses.
Os mandatos de Gomez foram:
- 2 de outubro de 1865 - 2 de fevereiro de 1866 (José María Medina cumpriu os dois primeiros mandatos, mas devolveu o poder a Crescencio Gómez devido a problemas de saúde)
- 13 de junho de 1876 - 12 de agosto de 1876

Foi Ministro das Finanças das Honduras em 1865, e também Vice-Presidente das Honduras no gabinete de José María Medina em 1870.